# Description de l'Égypte ... Histoire Naturelle
Description de l'Egypte ... Histoire Naturelle (abreviado Descr. Egypte, Hist. Nat.) es un libro ilustrado con descripciones botánicas que fue escrito por el médico y botánico francés Alire Raffeneau Delile. Fue publicado en París en 5 volúmenes en el año 1813-1815 con el nombre de Flore d'Égypte. France, Commission des monuments d'Égypte. Description de l'Égypte. Histoire naturelle. 